# Droga wojewódzka nr 877
Droga wojewódzka nr 877 (DW877) – droga wojewódzka o długości 68 km łącząca Naklik ze Szklarami.
Droga wojewódzka nr 877 jest obciążona dużym ruchem tranzytowym z uwagi na połączenie z województwem lubelskim oraz autostradą A4. Od Leżajska w kierunku Łańcuta przejeżdżało nią w 2020 r. aż 8,5 tysiąca pojazdów na dobę.

## Ważniejsze miejscowości leżące przy trasie DW877
- Naklik (DW863)
- Kuryłówka
- Leżajsk (DK77, DW875)
- Żołynia
- Wola Mała (A4)
- Łańcut (DK94, DW881)
- Hyżne[2]
- Dylągówka (DW878)
- Szklary (DW835)

## Historia
Od 14 lutego 1986 do 8 maja 2000 była podzielona na dwa odcinki: Naklik – Leżajsk (nr drogi 869) i Leżajsk – Szklary (877). 19 lipca 2024 oddano do użytku tunel pod torami kolejowymi w Łańcucie.